# Marie-Elisabeth Belpairegebouw

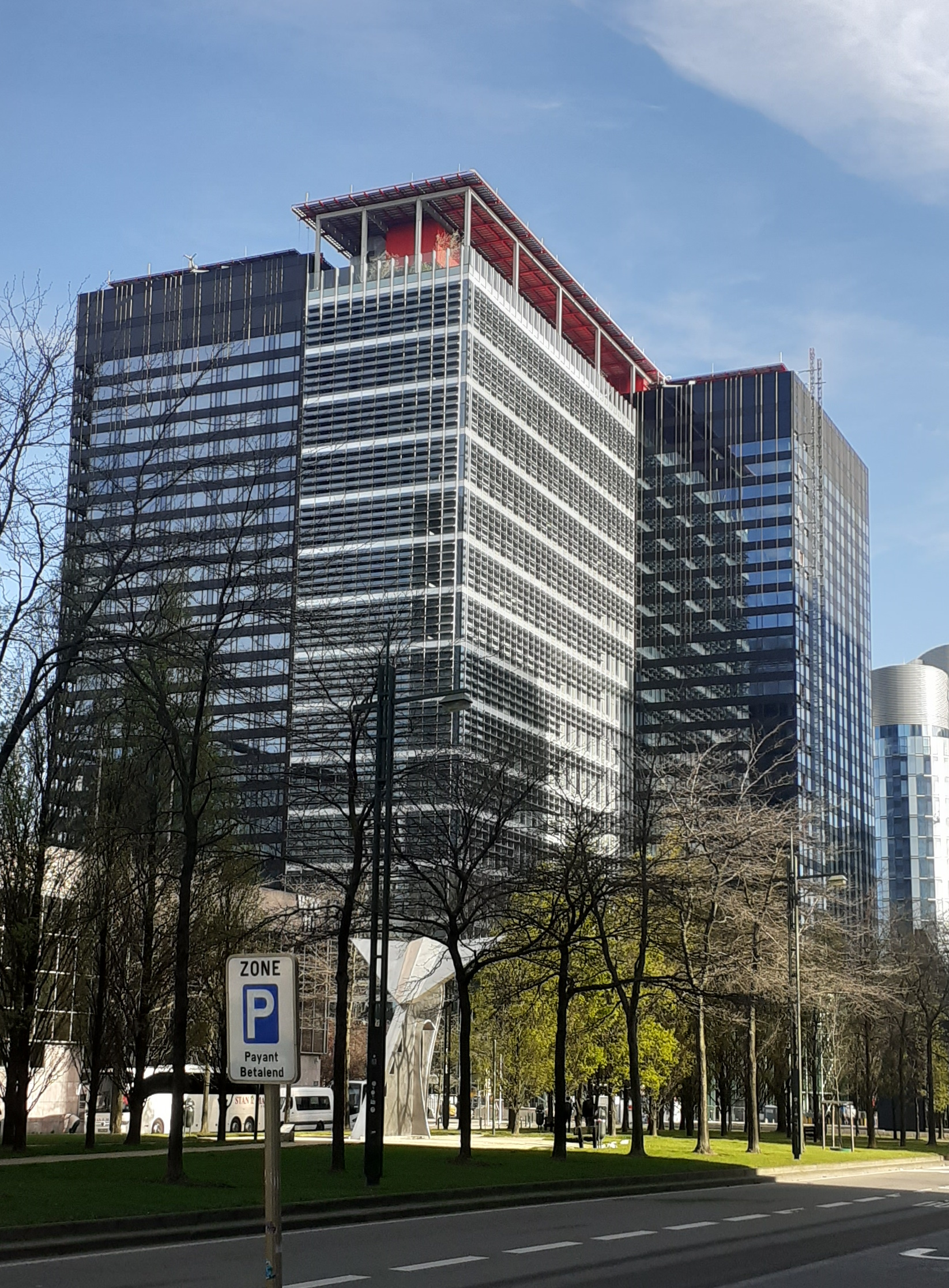
Marie-Elisabeth Belpaire-gebouw in april 2024

Het Marie-Elisabeth Belpairegebouw is een kantoorgebouw in de Belgische hoofdstad Brussel. Het wordt gebruikt door ambtenaren van de Vlaamse overheid.
Op de locatie van het kantoorgebouw werden in 1976 de WTC-gebouwen 1 en 2 geopend. In 2019-2020 werden deze deels afgebroken en een jaar later startte de renovatie. In 2024 werd het Marie-Elisabeth Belpairegebouw geopend.
Het gebouw wordt omringd door het Maximiliaanpark, de Möbiustorens, het Ellipsegebouw, de North Galaxytorens, de Proximus Towers, het WTC III en de North Light en Pole Star-gebouwen.

## Geschiedenis

### WTC-gebouwen 1 en 2
De WTC-gebouwen 1 en 2 waren de eerste gebouwen van de Noordruimte. Ze werden geopend in 1976, hadden een hoogte van 102 meter en telden 28 verdiepingen.
Oorspronkelijk wilde Brussels politicus Paul Van den Boeynants een gebouw zoals het 400 meter hoge WTC in New York in de Verenigde Staten. Uiteindelijk werd dit vervangen door vier torens van 100 meter elk. Aan de overzijde van de Simon Bolivarlaan werd het WTC-gebouw 3 met een hoogte van 105 meter in 1985 gebouwd.
De afbraak van de WTC-torens startte in 2019. Dit gebeurde in het kader van het project ZIN van eigenaar Befimmo, dat beide torens bijna volledig wilde ontmantelen om plaats te maken voor een multifunctioneel complex. In 2021 startte de renovatie van het kantoor-, woon- en hotelcomplex. In 2024 werd het vernieuwde gebouw geopend. Het huisvest ambtenaren van de Vlaamse overheid en was zo het derde nieuwe kantoorgebouw van de Vlaamse overheid in de Noordruimte, na het Hendrik Consciencegebouw en het Herman Teirlinckgebouw. Het voormalige WTC-complex kreeg de naam Marie-Elisabeth Belpairegebouw, vernoemd naar Marie-Elisabeth Belpaire, een Vlaamse schrijfster en voorvechtster van meisjesonderwijs binnen de Vlaamse Beweging.

## Galerij

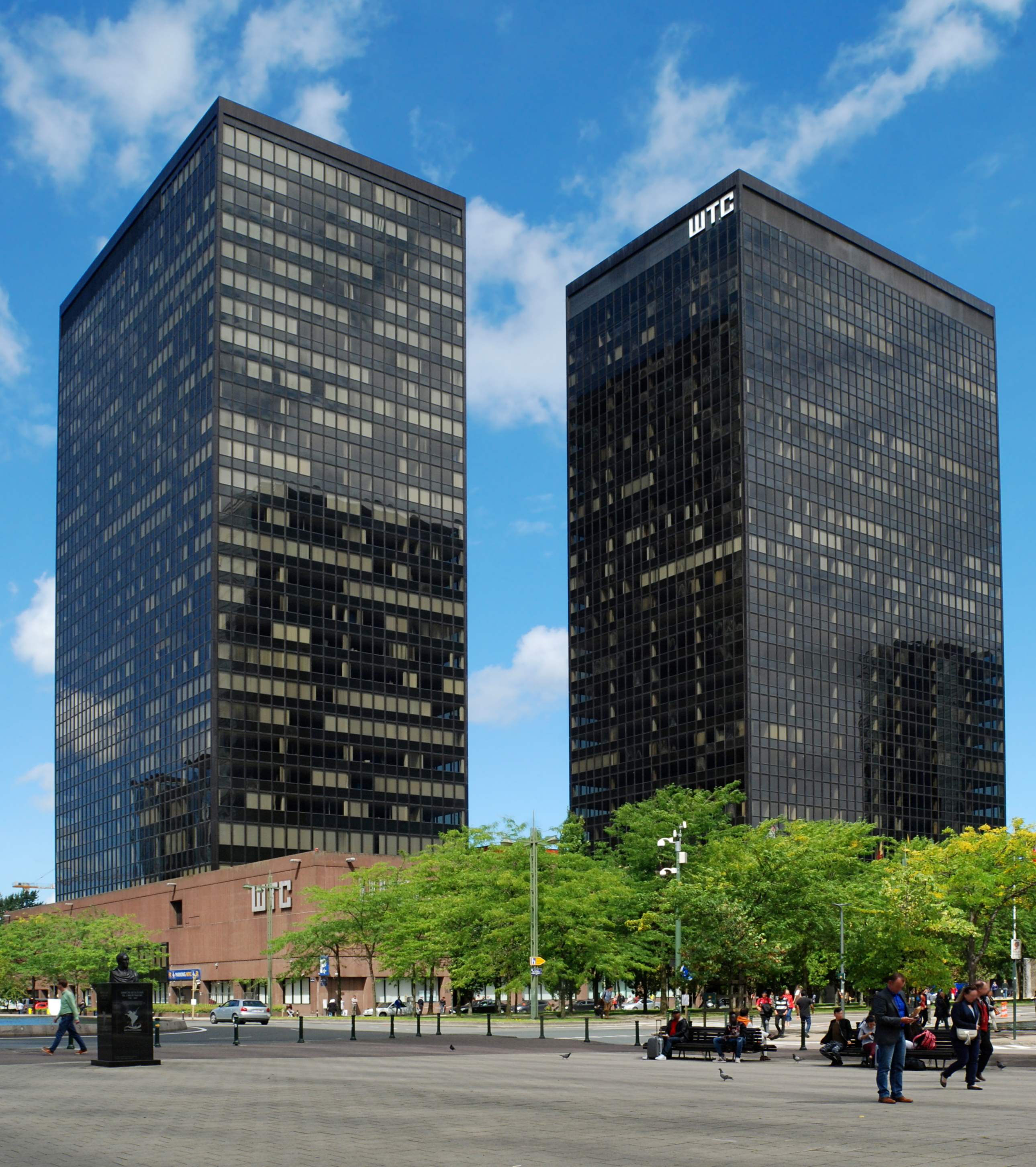
WTC 1 en 2 voor de afbraak
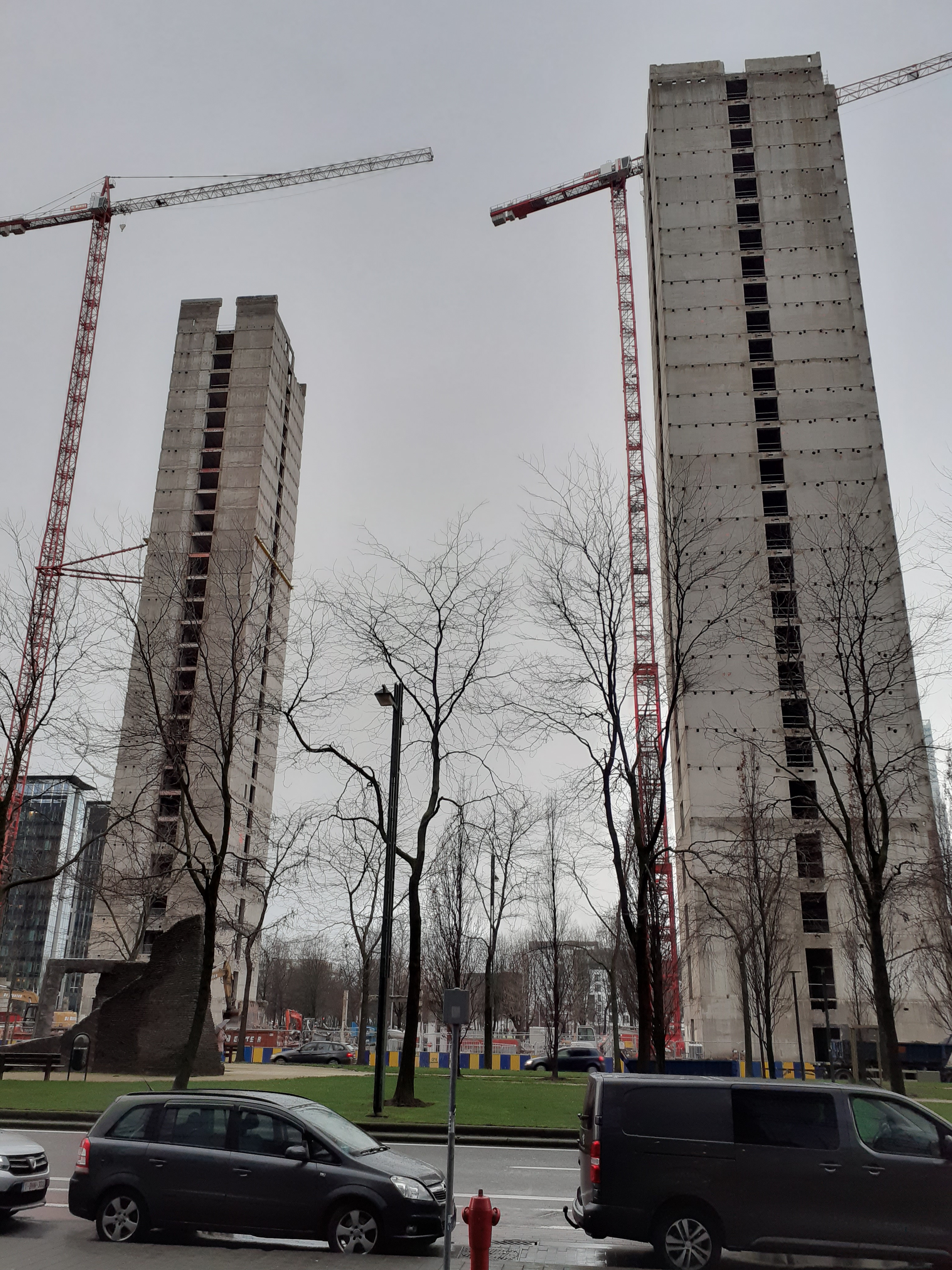
WTC-torens I en II begin 2021 na de afbraak
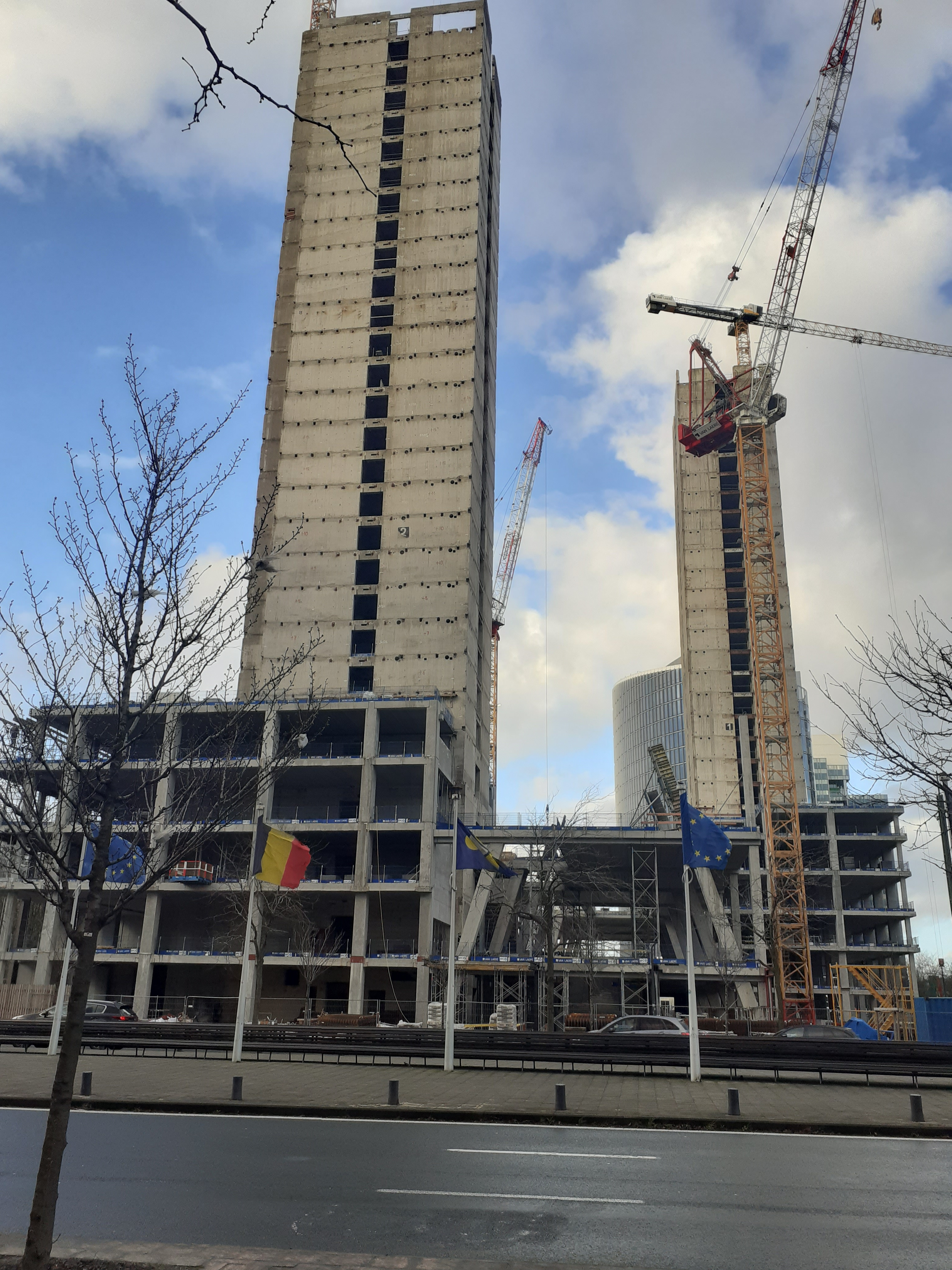
Belpairegebouw in aanbouw februari 2022
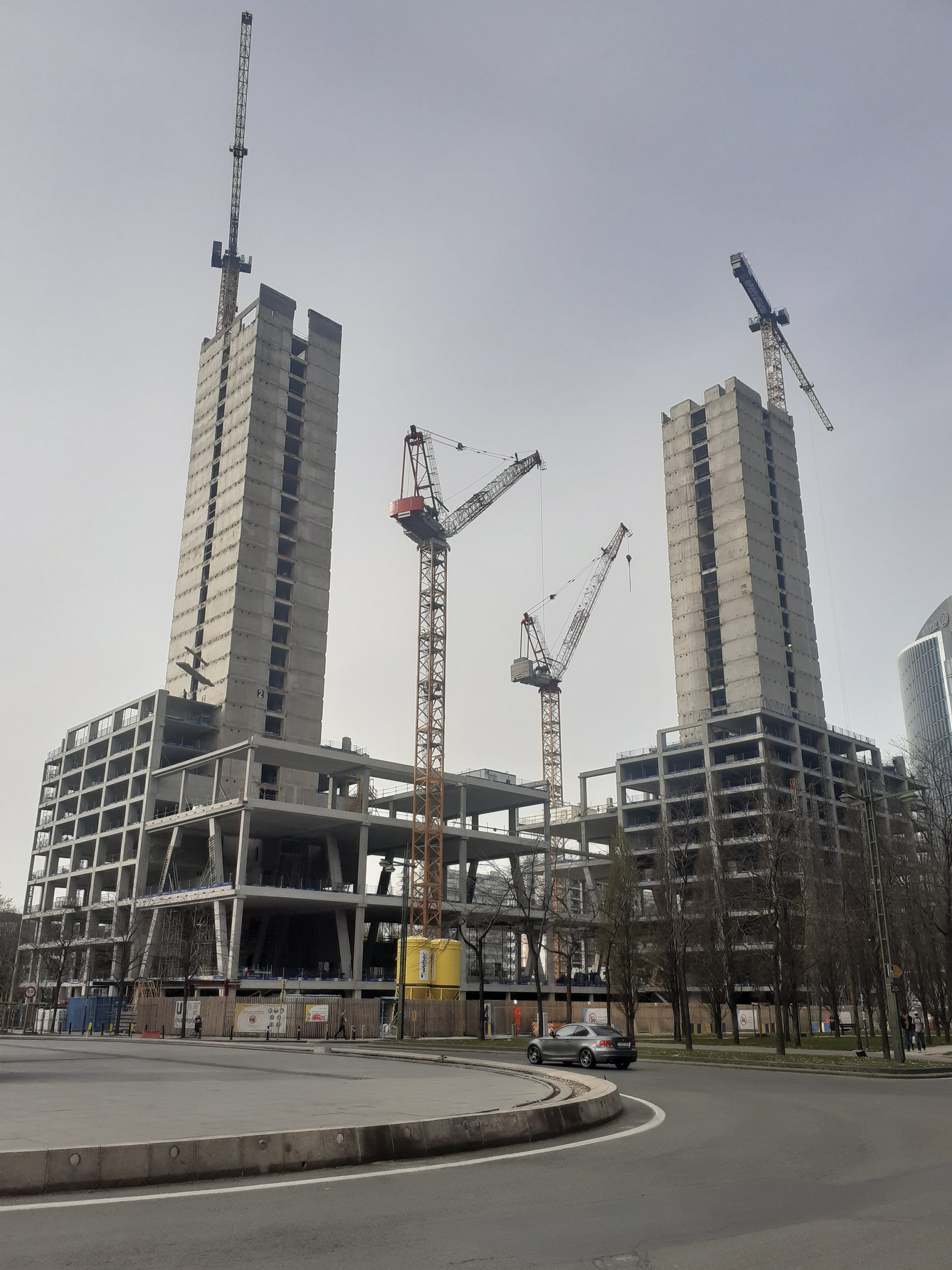
Belpairegebouw in aanbouw maart 2022
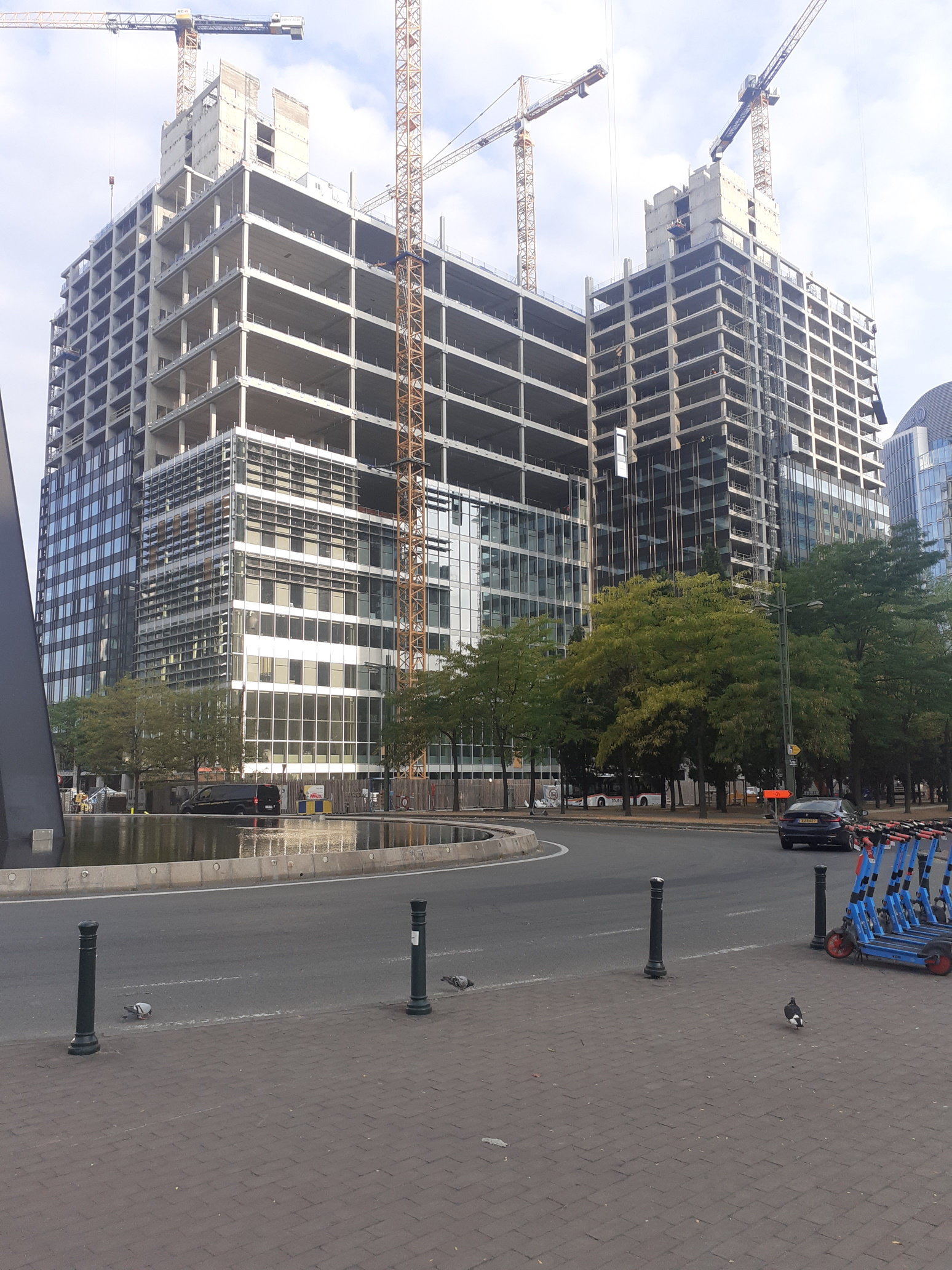
Belpairegebouw in aanbouw augustus 2022